# Збройні сили Української Держави
Збройні сили Української Держави — збройні формування Української Держави за часів Гетьмана Павла Скоропадського.

## Історія
Поразка у відкритому протистоянні з більшовиками і тимчасова втрата значної частини території протверезила лідерів Центральної Ради, які нарешті зрозуміли необхідність мати власні регулярні збройні сили, а не народне ополчення. З цієї причини після повернення до Києва військове міністерство та генеральний штаб розробили план розгортання армії, згідно якого вона мала складатися з 16 піших дивізій (64 полки), зведених у 8 територіальних корпусів (І — Волинський, ІІ — Подільський, ІІІ — Херсонський, IV — Київський, V — Чернігівський, VI — Полтавський, VII — Харківський і VIII — Катеринославський), 4 кінних дивізій і 1 кінної бригади (18 полків).
17 квітня було призначено командирів корпусів. На середину жовтня 1918 р. планувалося провести перший призов новобранців, для чого почалося відновлення діяльності мережі місцевих органів військового управління на повітовому й губернському рівнях. Однак братися за практичну реалізацію намічених заходів довелося вже іншим людям.
Повернувшись до влади з допомогою німецьких і австрійських багнетів, Центральна Рада вже не мала тієї підтримки серед населення, як раніше. Найбільше незадоволення викликала примусова реквізиція продовольства і вивезення його до Німеччини та Австро-Угорщини, яку здійснювали нові союзники за мовчазної згоди політиків у Києві. Селяни не бажали віддавати хліб за безцінь і почали братися за зброю, об'єднуючись часто в потужні повстанські загони. Прихід німців й австрійців швидко перетворився для України на жорсткий окупаційний режим, пограбування її матеріальних ресурсів і дедалі більшу дестабілізацію в суспільстві та падіння авторитету влади. У всіх своїх проблемах люди були схильні винуватити Центральну Раду, яка швидко втратила рештки своєї популярності. Значна частина населення, розчарувавшись у демократичній формі правління, воліла встановлення стабільної влади і наведення довгоочікуваного ладу.
З іншого боку, австро-німецьке командування теж втратило довіру до Центральної Ради, котра виявилася неспроможною забезпечити збір продовольства та його безперебійне постачання на захід. Унаслідок цього воно підтримало ідею українських консерваторів щодо державного перевороту. 28 квітня німецькі військові в брутальний спосіб закрили засідання Центральної Ради. Наступного дня на скликаному в Києві з'їзді хліборобів новим правителем України було проголошено генерала П. Скоропадського, якого одноголосно було обрано гетьманом. Переворот був практично безкровним, Січові стрільці (розгорнуті в полк у квітні 1918 р. після поповнення новобранцями), які несли гарнізонну службу в столиці й охороняли центральні органи державного управління, опору майже не чинили. Того ж дня новообраний гетьман оголосив свою «Грамоту до всього українського народу» та оприлюднив «Закони про тимчасовий державний устрій України», згідно якого Центральна Рада, уряд та органи місцевого управління розпущено, а всі їхні розпорядження скасовано. Замість Української Народної Республіки запроваджено нову назву країни — Українська Держава.

### Після гетьманського перевороту

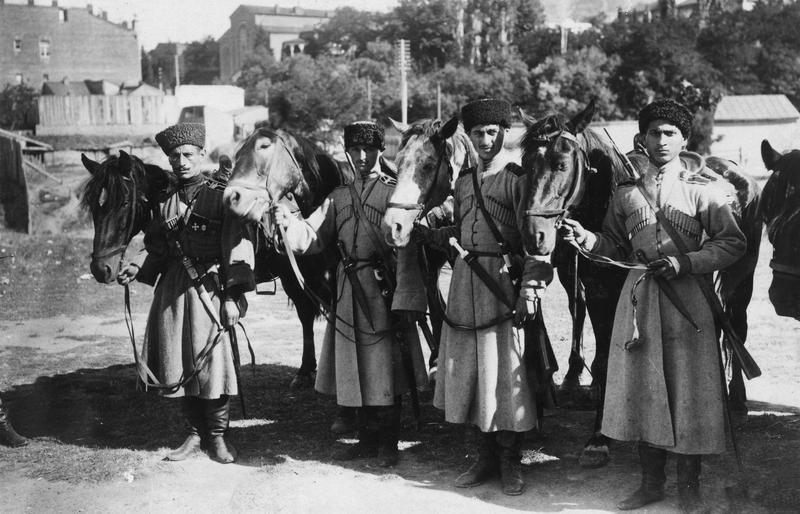
Українські козаки, 1918 рік

Гетьман П. Скоропадський як кадровий військовий, генерал-лейтенант російської армії, не мав соціалістичних ілюзій щодо міліційного ополчення і почав творити регулярну армію. Передусім довелося долати опір німців, які говорили гетьманові:
|  | Для чого вам армія? Ми перебуваємо тут, нічого поганого Вашому урядові всередині країни ми не дозволимо, а з приводу Ваших північних кордонів Ви можете бути цілком спокійним: ми не допустимо більшовиків. Створіть собі невеликий загін у дві тисячі людей для підтримування порядку в Києві і для охорони Вас особисто. |

Саме так ситуація й виглядала на початку правління гетьмана. Переважну більшість військових частин, що перейшли йому в спадок від Центральної Ради, було ліквідовано відразу після державного перевороту. Так, за відмову присягати новій владі було розформовано полк Січових стрільців. Крім того, німці ліквідували дві так звані Синьожупанні дивізії, створені ними після укладення Берестейського миру з військовополонених колишньої царської армії української національності. 1-шу Синьожупанну дивізію було роззброєно і розпущено буквально за кілька днів перед гетьманським заколотом, невдовзі така ж доля спіткала й 2-гу дивізію.
Від старих з'єднань лишився тільки Запорізький корпус, знову реорганізований у дивізію. Проте з політичних міркувань її теж планували розформувати. А поки справа до цього не дійшла, запорожців, серед яких були досить сильні антигетьманські й прореспубліканські, демократичні настрої, відправили охороняти східний кордон Української Держави. Це, можна сказати, великою мірою й врятувало з'єднання.
За цих умов, вимушений дослухатися переваг німців, П. Скоропадський почав створювати низку військових формувань, які б мали виконувати здебільшого охоронні та церемонійні функції. Так, з'явилися:
- Власний конвой Ясновельможного пана гетьмана всієї України (укомплектований переважно колишніми офіцерами)
  - піша сотня
  - кінна сотня
- особиста охоронна команда (вояки якої здійснювали безпосередню фізичну охорону голови держави та членів його родини)
- 800-особовий загін особливого призначення (мав забезпечувати порядок у місцях перебування гетьмана, маючи для цього навіть панцерні автомобілі)

Поступове, хоча й повільне зростання чисельності збройних сил Української Держави та формування нових військових частин намітилося у другій половині літа 1918 р. Так, у липні почалося формування Сердюцької дивізії, яка мала у своєму складі чотири піші полки, Лубенський кінно-козацький полк, гарматний полк та окрему інженерну сотню. Дивізію, котра мала комплектуватися як за рахунок добровольців, так і призовників, представників заможної верстви селянства, бажано з козацьким корінням, задумано як елітне, політично стійке з'єднання, аналог імператорської гвардії. Формування дивізії йшло досить успішно, і наприкінці вересня 1918 р. вона досягла запланованої штатної чисельності в 5000 вояків. Як писав пізніше сам гетьман П. Скоропадський, «підбір офіцерів був прекрасний, а новобранці молодець до молодця, більшість з них були діти заможних селян… Деякі частини я оглянув, і повинен сказати, моє серце раділо, дивлячись на те, як швидко, при правильній постановці справи, наша молодь сприймає військову дисципліну. Відділи, які я оглянув, нічим, в сенсі підготовки новобранців, не відрізнялися від частин старої імператорської гвардії.»
28 серпня військове командування Габсбурзької імперії передало Українській Державі так звану «сірожупанну» дивізію, яка складалася з чотирьох піших полків, гарматного куреня, кінної та інженерної сотень і допоміжних підрозділів. Дивізію було сформовано після підписання берестейського миру з військовополонених українців, які перебували в австрійських таборах. Після параду на Софійській площі в Києві, де був присутній гетьман П. Скоропадський, сірожупанників було направлено на Чернігівщину для охорони північно-східного кордону. Початкова чисельність з'єднання становила 6000 вояків, однак у жовтні внаслідок демобілізації, котра була спричинена недовірою з боку гетьмана, вона скоротилася до 1200 осіб.
29 серпня гетьман підписав розпорядження про початок формування в Бердичеві Чорноморського коша — особливої добровольчої («з круговою порукою і по рекомендації старших муштрових начальників») військової частини загальною штатною чисельністю понад 2500 вояків, з яких у дійсності набрали лише кілька сотень. За сприятливих умов кіш збиралися перекинути на Кубань, аби підтримати тамтешніх козаків, котрі виступали за союз із Україною. Поки ж його головним завданням була боротьба з внутрішніми ворогами держави.
Крім того, наприкінці серпня П. Скоропадський дав добро на відновлення військового формування січовиків. У Білій Церкві почалося формування Окремого загону Січових стрільців, який складався з пішого куреня, кулеметної сотні, кінної розвідки, гарматної батареї та технічних підрозділів, загальною чисельністю майже 1200 вояків.
Існували також інші військові та воєнізовані формування:
- Окремий корпус кордонної охорони
- Окремий корпус морської охорони
- Окремий корпус залізнично-технічних військ
- понад 200 повітових охоронних комендантських сотень
- Державна варта (виконувала функції поліції та жандармерії)

Також для організації військової підготовки населення та створення соціальної опори Гетьманату гетьманським указом 16 жовтня 1918 р. реанімовано Українське козацтво, аналог територіальної оборони.
Потужний наступ у французькій Пікардії, який тривав упродовж весни-літа 1918 р., суттєво виснажив німецький військовий потенціал на Західному фронті. Для продовження війни потрібно було перекидати війська зі сходу Європи, де від Балтики до Чорного моря німці тримали майже мільйонне угруповання, яке контролювало величезні території, відторгнуті від Російської імперії після Берестейського миру. За таких умов німецьке командування вирішило нарешті дати гетьманові більше самостійності у військових питаннях і дозволити йому розбудовувати українське військо, яке мало б вивільнити німецькі частини, так потрібні на полях Бельгії та Франції. З цією метою не раніше вересня 1918 р. почалося формування кадрових частин, які мали стати основою для розгортання війська Української Держави. Згоду на створення української армії в складі 8 корпусів Гетьман Павло Скоропадський отримав під час свого візиту до Німеччини у вересні 1918 року. За основу створення армії було взято план, розроблений ще у квітні 1918 р., за часів правління Центральної Ради.
Передбачалося створити:
- ті самі 8 територіальних корпусів (І — Волинський, ІІ — Подільський, ІІІ — Херсонський, IV — Київський, V — Чернігівський, VI — Полтавський, VII — Харківський і VIII — Катеринославський), по дві піші дивізії та три (дві легкі й одна важка) гарматні бригади в кожному
- також чотири кінні дивізії (4-полкового складу) та одну кінну бригаду
- п'ять окремих гарматних бригад
- залізничну бригаду
- два понтонні курені
- та низку інших частин і установ центрального підпорядкування.

Загалом 54 піхотних і 28 кінних полків, 48 польових артилерійських полків, 33 важких артилерійських полки, 4 кінно-артилерійських полки — армія мирного часу 75 генералів, 14 930 старшин, 2 975 військових чиновників, 291 121 підстаршин і козаків.
Формувався Повітряний та Морський флот.
Кадровий потенціал армії мав готуватись у Державній військовій академії, 9 юнацьких, 2 фельдшерських та залізничній школах, підвищення професійної кваліфікації — здійснюватись у 3 інструкторських школах. У разі реалізації накресленої програми чисельність української армії мала б навесні 1919 р. зрости майже до 310 000 осіб. Для цього потрібно було провести військовий призов, початок якого було призначено на 15 листопада, але за наполяганням німців перенесено на 1 грудня. Планувалося насамперед призвати 85 000 новобранців для поповнення кадрових частин. Однак унаслідок швидкого падіння гетьманату Скоропадського цього так і не відбулося. Тому наприкінці осені 1918 р. чисельність гетьманської армії становила близько 65 000 осіб, із яких у бойових формуваннях було близько 40 000.
Фактична чисельність збройних сил станом на листопад 1918 року — до 60 тисяч осіб. Необхідно відзначити, що 64 піхотних і 18 кавалерійських полків були перейменованими полками колишньої Імператорської армії, які зазнали «українізації» в 1917 році, ¾ яких очолювалася тими самими командирами. Більшість посад в армії гетьмана займали російські офіцери, в абсолютній більшості не українці за національністю. В подальшому з приблизно 100 осіб вищого командного складу гетьманської армії лише менше ¼ служили потім в Армії УНР, більшість згодом служила в білій армії, що добре ілюструє їх настрої. У цей час Україна і особливо Київ стали центром тяжіння для всіх, хто рятувався від більшовиків з Петрограда, Москви та інших регіонів Російської імперії. До літа 1918 року в Україні перебувало не менше третини всього російського офіцерства: в Києві до 50 тисяч, в Одесі — 20 тисяч, в Харкові — 12 тисяч, Катеринославі — 8 тисяч. Як згадував генерал барон П. М. Врангель: «З усіх боків Росії пробивалися тепер на Україну російські офіцери … щохвилини ризикуючи життям, намагалися досягти вони того єдиного російського куточка, де сподівалися підняти знову триколірний російський прапор».

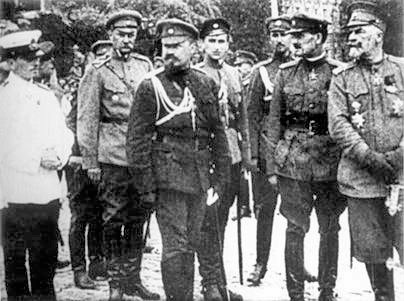
Службовці військового міністерства Української Держави — полковник Микола Лаврентійович Максимів (крайній зліва, у білій формі) і військовий міністр генеральний бунчужний Олександр Францевич Рогоза (крайній праворуч).

- Військовий міністр генеральний бунчужний Олександр Францевич Рогоза, 30 квітня по 13 грудня 1918 року.
- Товариш (суч. Заступник) військового міністра полковник Микола Лаврентійович Максимов, 5 травня — 14 листопада 1918 року. Восени присвоєно військове звання контр-адмірал. Представник Морського міністра в Одесі, 14 листопада — 14 грудня 1918 року.
- Морський міністр віце-адмірал Андрій Георгійович Покровський, 14 листопада — 14 грудня 1918 року.

Надалі все офіцери, які служили в гетьманській армії, повинні були під час вступу до ЗСПР пройти спеціальні реабілітаційні комісії, (що прирівнювало їх до офіцерів, які служили в більшовиків), що було не справедливо, оскільки ці офіцери в величезній більшості ставилися зі співчуттям до добровольців, і гетьманська армія дала тисячі офіцерів і генералів як ЗСПР, так і Північно-Західній армії. Ще більш важливе значення мала інша форма організації російського офіцерства в Україні — створення добровольчих формувань з російських офіцерів. Організацією таких в Києві займалися генерал І. Ф. Буйвід (формував Особливий корпус з офіцерів, які не бажали служити в гетьманській армії) і генерал Л. Н. Кірпічов (створював Зведений корпус Національної гвардії з офіцерів воєнного часу, які перебували в Україні, яким було відмовлено у вступі до гетьманської армії). Офіцерські дружини, фактично виконували функції самооборони, згодом внесли неабияку плутанину, коли під час оборони Києва 18 листопада представник Добровольчої армії в Києві П. М. Ломновський призначений начальником головного центру, видав наказ, яким зобов'язав російським офіцерам, які поступили в Києві в добровольчі загони, проголосити себе частиною Добровольчої армії і підкорятися наказам, що надходять від неї..
На початку літа начальником вербувального пункту Південної армії в Києві було призначено Георгієвського кавалера і ротмістра Російської Імператорської армії та підполковника Революційної армії вільної Росії П. Р. Бермонд (князь Авалов).
На початку липня в Києві відкрито вербувальне бюро Астраханської армії.
Не маючи змоги активно залучати людський ресурс власної держави, та й не сильно сподіваючись на лояльність селянства, невдоволеного поверненням старих господарів і старих порядків, гетьман звернувся до іншого джерела поповнення війська. Він вирішив зробити ставку фактично на іноземних найманців. На відміну від охопленої революцією та громадянською війною Росії, Україна, що перебувала під надійним захистом австро-угорських та німецьких багнетів, була справжньою «оазою спокою», чим приваблювала до себе чимало втікачів від більшовицького терору. Власне з цієї причини в Україні зосередилась велика кількість офіцерів колишньої царської армії, з котрих П. Скоропадський почав формувати добровольчі офіцерські дружини:
- Зведений корпус національної гвардії
- Особливий корпус

На початку листопада граф генерал від кавалерії Ф. А. Келлер отримав запрошення гетьмана П. П. Скоропадського командувати його військами в Українській державі. 5 листопада, після отримання згоди Ф. А. Келлера, він був призначений Головнокомандувачем військами в Українській державі з підпорядкуванням йому й цивільної влади. Помічником головкому призначений князь генерал-лейтенант О. М. Долгоруков.
13 листопада головнокомандувач військами в Українській державі з підпорядкуванням йому цивільної влади граф генерал від кавалерії Ф. А. Келлер (на посаді був 5-13.11.1918) був знятий з посади і призначений помічником нового головнокомандувача. Головнокомандувачем військами в Українській державі з підпорядкуванням йому цивільної влади призначений його помічник князь генерал-лейтенант О. М. Долгоруков.
Однак за своїми політичними та ідеологічними переконаннями ці люди були як мінімум скептично, а часто вороже налаштовані до української державності. Свою службу в гетьмана вони розглядали як один з етапів на шляху до реставрації дореволюційного ладу та відновлення «єдиної і неподільної» Росії.
Наприкінці осені 1918 р. в політичному становищі гетьмана сталися радикальні зміни. Австро-Угорщина та Німеччина програли Першу світову війну. У цих країнах відбулися демократичні революції, впали монархії, а Габсбурзька імперія взагалі перестала існувати, розпавшись на окремі національні держави. Унаслідок цього П. Скоропадський одразу втратив своїх головних союзників і покровителів, що швидко підірвало підвалини стабільності та стрімко послабило його владу в Україні. Цим негайно скористалися зовнішні та внутрішні його противники — російські й місцеві більшовики та українські соціалістичні партії, яких після квітневого перевороту було усунуто від державного управління. За цих умов гетьман конче потребував зовнішньо-політичної допомоги Великої Британії та Франції, основних країн-переможців блоку Антанти. Однак ті пообіцяли П. Скоропадському підтримку тільки в разі врегулювання відносин з «білою» Росією. Зіткнувшись із глибокою кризою й не маючи іншого вибору, 14 листопада 1918 р. гетьман оголосив грамоту, задекларувавши, що очолювана ним Українська Держава ввійде до майбутньої небільшовицької федеративної Росії. Грамота стала по суті головним приводом до антигетьманського повстання, яке вже давно готували українські соціалісти.
У цей критичний момент проявились усі помилки П. Скоропадського у військовій сфері. Так, однією з них було надмірне захоплення «регулярністю». Люди, котрі відповідали за військове будівництво, пройшли царську школу, мислили застарілими категоріями, не розуміли складності революційного часу. До організації війська вони підходили методично, почавши з розбудови адміністративних структур. Своїм головним завданням вони вважали розробку в найменших подробицях штатних розкладів для різноманітних військових частин і підрахунок коштів на їх утримання. Такі підходи абсолютно не відповідали тодішнім умовам. Унаслідок цього не вистачило часу, засобів і енергії на організацію самих підрозділів. Іншою, ще важливішою проблемою, з якою зіткнулися творці гетьманської армії, був брак суспільної підтримки як у цивільному, так і у військовому середовищі. Майже весь командний склад походив із царської армії. Більшість офіцерів не симпатизували українській ідеї, розглядаючи службу, як спосіб пережити важкі часи. З іншого боку, широкі маси населення не мали розвиненого почуття національної самосвідомості й легко підпадали під вплив соціалістичної та комуністичної пропаганди. Гасла про земельну реформу й націоналізацію промисловості впали на добрий ґрунт. Населення не підтримувало консервативного гетьманського правління, який спирався на німецьких і австрійських окупантів. Власне тому соціалістам без особливих зусиль вдалося підняти повстання проти гетьмана. Для позбавленого допомоги Центральних держав П. Скоропадського це означало кінець його панування.
Під час повстання проти влади німецького окупаційного командування, уряду Української Держави й особисто гетьмана П. П. Скоропадського 18 листопада (або 19 листопада) князь генерал-лейтенант О. М. Долгоруков призначений заступником командувача всіма російськими добровольчими частинами Української держави. Командувачем всіма російськими добровольчими частинами Української держави був граф генерал від кавалерії Ф. А. Келлер.,